# Демократи (Бразилия)
Вижте пояснителната страница за други значения на Демократи.
Демократи (на португалски: Democratas) е бивша дясноцентристка либералноконсервативна политическа партия в Бразилия, съществувала от 1985 г. до 2022 г.
Тя е основана на 25 януари 1985 година от политици, отделили се от управляващата през последните години на военния режим Демократическа социална партия, като до 2007 година носи името Партия на либералния фронт. В годините след основаването си партията участва като по-малък партньор в правителствата и постепенно се утвърждава като водещата дясна партия в страната. След идването на власт на Партията на работниците през 2002 година е в опозиция.
През октомври 2021 г. Демократи обявяват намерението си да се обединят със Социаллибералната партия (PSL) в нова политическа формация, наречена Бразилски съюз (UNIÃO).